# Electric Ladyland
Electric Ladyland este al treilea și ultimul album al trupei The Jimi Hendrix Experience lansat în 1968 sub Reprise Records. Scris și produs de Jimi Hendrix, albumul este considerat apogeul artistului fiind totodată privit ca unul dintre cele mai bune albume rock ale tuturor timpurilor. Nu este doar ultimul disc lansat sub numele de Jimi Hendrix Experience ci este și ultimul LP de studio al lui Hendrix produs sub supravegherea acestuia. După Electric Ladyland, Hendrix și-a petrecut ultimii doi ani din viață încercând să formeze o nouă formație cu care să înregistreze o serie de cântece noi. Coperta originală a albumului a fost foarte controversată deoarece prezenta o poză cu femei goale. Ca urmare s-a făcut o altă copertă cu fața lui Jimi pe ea.
Lansat ca un dublu album Electric Ladyland reprezintă o îmbinare de genuri rock de la psihedelic ("Burning of The Midnight Lamp") la un sound orientat spre blues ( "Voodoo Chile" ) sau chiar la rock and roll-ul specific New Orleans-ului ("Come On"). De asemenea se remarcă epica "1983 . . . (A Merman I Should Turn to Be)" sau coverul după Bob Dylan "All Along The Watchtower", lăudat chiar de Dylan însuși. Discul se încheie în forță cu "Voodoo Child (Slight Return)".

## Lista pieselor

### Disc 1
1. ". . . And The Gods Made Love" (Jimi Hendrix) (1:21)
2. "Have You Ever Been (to Electric Ladyland)" (Hendrix) (2:11)
3. "Crosstown Traffic" ( Hendrix ) (2:13)
4. "Voodoo Chile" ( Hendrix ) (15:01)
5. "Little Miss Strange" (Noel Redding) (2:52)
6. "Long Hot Summer Night" ( Hendrix ) (3:27)
7. "Come On (Part 1)" (Earl King) (4:09)
8. "Gypsy Eyes" ( Hendrix ) (3:43)
9. "Burning of The Midnight Lamp" (Hendrix) (3:39)

### Disc 2
1. "Rainy Day, Dream Away" (Hendrix) (3:42)
2. "1983 . . . (A Merman I Should Turn to Be)" (Hendrix) (13:39)
3. "Moon, Turn The Tides . . . Gently Gently Away" (Hendrix) (1:01)
4. "Still Raining, Still Dreaming" (Hendrix) (4:25)
5. "House Burning Down" (Hendrix) (4:33)
6. "All Along The Watchtower" (Bob Dylan) (4:00)
7. "Voodoo Child (Slight Return)" (Hendrix) (5:13)

## Single-uri
- "Burning of The Midnight Lamp" (1967)
- "All Along The Watchtower" (1968/1990)
- "Crosstown Traffic" (1969/1990)
- "Voodoo Child (Slight Return)" (1970/1990)
- "Gypsy Eyes" (1971)
- "Remember" (1971)

## Componență
- Jimi Hendrix - chitară electrică, chitară bas (melodii 2, 6, 8, 11, 14, 15), percuție, voce (fără melodia 5), voce de fundal, kazoo
- Mitch Mitchell - baterie (fără melodiile 10, 13), percuție, voce de fundal , voce (melodia 5)
- Noel Redding - chitară bas (melodii 3, 5, 7, 11, 16), voce de fundal, chitară acustică (melodia 5), voce (melodia 5)